# Heautontimorumenos
Heautontimorumenos (in greco Ἑαυτὸν τιμωρούμενος, Il punitore di se stesso) è una commedia di Terenzio. L'opera è una rielaborazione dell'omonima commedia di Menandro.

## Trama
L'anziano Menedèmo si costringe ogni giorno a lavorare da solo nei campi come punizione autoinflitta per aver impedito le nozze del figlio Clinia con Antifilia, una fanciulla priva di mezzi. Il figlio è infatti andato a combattere come mercenario in Asia. Tempo dopo Clinia ritornerà e otterrà l'aiuto del suo amico e vicino di casa Clitifone, figlio di Cremete. Dopo varie peripezie Clinia si ricongiungerà con il padre e riuscirà a sposare Antifilia (attraverso il classico escamotage dell'agnizione, tipica di Terenzio) che si scoprirà essere la figlia di Cremete, il vicino di casa di Menedemo e padre di Clitifone.

## Personaggi
- Menedemo: vecchio padre di Clinia. Egli, dopo aver convinto il figlio ad arruolarsi e partire militare in Asia, si strugge e si punisce lavorando nel suo orto.
- Cremete: vicino di casa di Menedemo.
- Clitifone: figlio di Cremete, intrattiene una relazione sessuale con una prostituta, Bacchide.
- Bacchide: prostituta ricca e sfacciata, amante di Clitifone.
- Antifila: amata da Clinia, si rivelerà figlia di Cremete.
- Clinia: figlio di Menedemo, si nasconde a casa di Cremete perché convinto che il padre sia adirato con lui.
- Siro: servo di Clitifone.
- Dromone: servo di Clinia.
- Sostrata: moglie di Cremete, riconoscerà in Antifilia la figlia che aveva abbandonato alla nascita.
- Frigia: serva di Bacchide.
- Cantara: nutrice di Sostrata.

## Prologo
In questo prologo il poeta, che parla in terza persona, si difende dall'accusa di eccessiva contaminatio.
Inoltre dirà che "in hac [fabula] est pura oratio", cioè che la sua commedia nasce non per divertire il pubblico con corse, azioni spettacolari o altro: c'è solo dialogo, e per questo il pubblico dovrà sforzarsi a capire ciò che i protagonisti vogliono comunicare, ponendosi come giudici imparziali di un'opera giudicata buona dallo stesso Terenzio.

## Atto I
Cremete si avvicina a Menedemo e gli chiede per quale ragione, benché possieda molti servi, si sforzi a lavorare con foga il suo campo. Alla risposta seccata di Menedemo, Cremete riassume, con una frase simbolo, tutti gli ideali di Terenzio homo sum, humani nihil a me alienum puto. Ovvero: Sono uomo, nulla di ciò che riguarda gli umani mi è estraneo. A questo punto Menedemo si sfoga col suo vicino: egli ha fatto voto di lavorare il suo campo finché il figlio Clinia, partito per fare il militare in Asia, non tornerà a casa. Cremete invita il vecchio Menedemo a casa sua per festeggiare le Dionisiache, ma questi rifiuta. Mentre Cremete torna a casa, scopre che Clinia, figlio di Menedemo, è nascosto in casa sua dal figlio Clitifone.

## Atto II
Dopo un lungo monologo contro la cattiveria dei padri, Clitifone si dirige dall'amico Clinia. Intanto i due servi dei giovani conducono a casa di Cremete Bacchide, prostituta amata da Clitifone, e Antifila, amica di Clinia. Il ragazzo scopre che la giovane lo ama ma, ingannato dal servo Siro, pensa che Bacchide sia Antifila, in modo da riuscire ad ingannare il vecchio Cremete ed estorcergli 10 mine, compenso che la prostituta pretende per compiere come si deve quella farsa.

## Atto III
Cremete confessa tutto a Menedemo: Clinia è vivo e al sicuro in casa sua. Mentre torna alla sua proprietà, Cremete trova il figlio Clitifone, che egli aveva visto amoreggiare con Bacchide. Lo rimprovera: non rispetta l'amico Clinia, che Cremete crede innamorato della prostituta. Siro, che aveva consigliato a Clitifone di tener a freno la sua libido, sente che il suo piano per spillar soldi al vecchio sta lentamente scemando. Improvvisamente si sentono dei forti rumori dalla casa di Cremete.

## Atto IV
Sostrata, moglie di Cremete, riconosce in Antifila, l'innamorata di Clinia, la figlia che ella aveva abbandonato alla nascita. Il piano di Siro è rovinato, sennonché Menedemo, che ha ritrovato il figlio, sembra disposto a fornire a Clinia ogni cosa egli voglia, anche le famose dieci mine per la meretrice. Cremete fa presente a Menedemo che ciò sarebbe abbastanza inopportuno: non si devono viziare i figli, anche se appena tornati da una campagna militare.

## Atto V
Scioglimento della vicenda: Menedemo scopre che l'innamorata di Clinia è in realtà Antifila e Cremete ormai l'accetta come figlia, ma non vuole ancora darla in sposa per non dover così sborsare la dote. Menedemo lo convince, e Cremete sborsa anche i soldi per la prostituta Bacchide, e perdona l'astuto servo Siro. Tuttavia Cremete ha ancora delle faccende in sospeso con il figlio Clitifone: egli per ottenere il perdono del padre deve lasciare Bacchide. Clitifone accetta e si dichiara pronto a sposare una ragazza di buona famiglia a piacimento del padre e della madre.

## Ricezione
Il titolo dell'opera è stato ripreso da Guido Gozzano, del movimento crepuscolare nella sua poesia "Totò Merumeni" e prima ancora da Baudelaire, che lo usa come titolo del componimento LXXXIII di Les fleurs du mal.